# Шампањ сир Венжан
Шампањ сир Венжан (фр. Champagne-sur-Vingeanne) насеље је и општина у источном делу централне Француске у региону Бургоња, у департману Златна обала која припада префектури Дижон.
По подацима из 2011. године у општини је живело 296 становника, а густина насељености је износила 22,34 становника/km². Општина се простире на површини од 13,25 km². Налази се на средњој надморској висини од 220 метара (максималној 248 m, а минималној 201 m).

## Демографија
| 1962. | 1968. | 1975. | 1982. | 1990. | 1999. | 2011. |
| ----- | ----- | ----- | ----- | ----- | ----- | ----- |
| 266   | 304   | 250   | 233   | 241   | 247   | 296   |

График промене броја становника у току последњих година